# Pete Newell Big Man Award

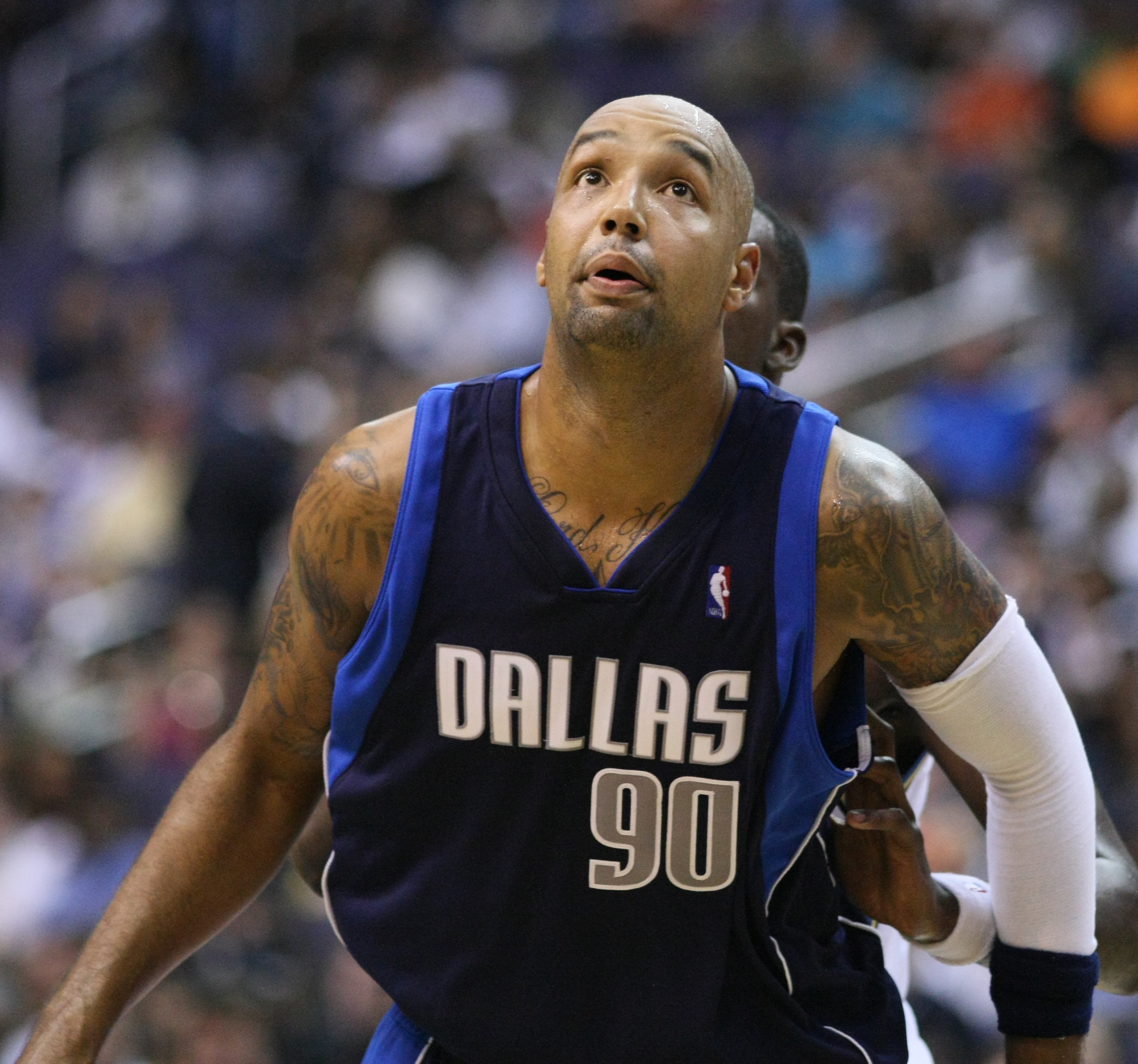
Laureat z 2002 Drew Gooden

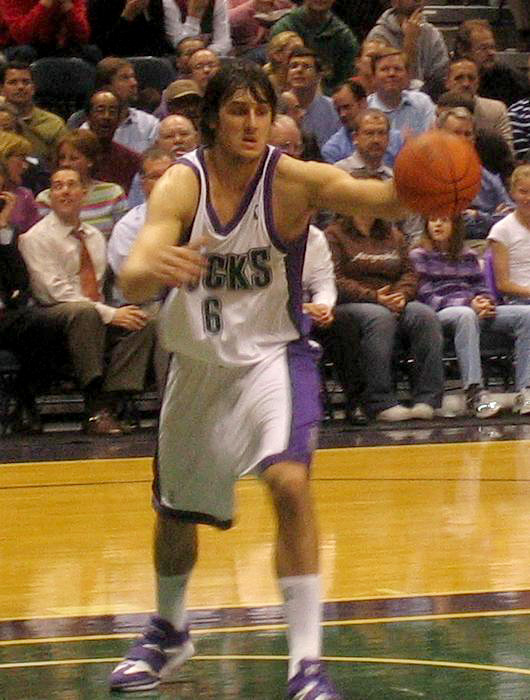
Zwycięzca z 2005 roku, zawodnik uczelni Utah – Andrew Bogut

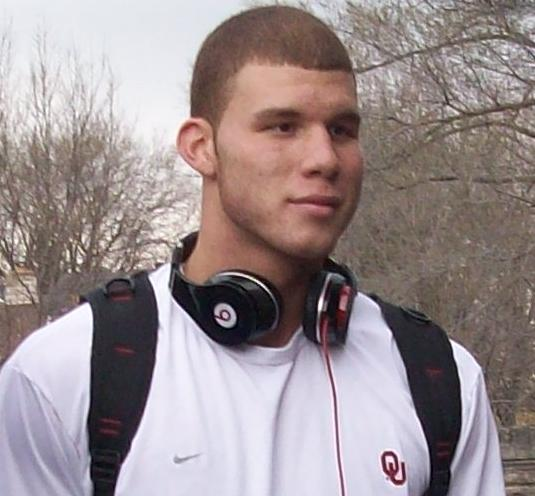
Blake Griffin z Oklahomy zdobył ją w 2009 roku

Pete Newell Big Man Award – nagroda przyznawana corocznie przez Krajowe Stowarzyszenie Trenerów Koszykówki (w USA) najlepszemu koszykarzowi akademickiemu, grającemu w low-post. Nosi imię trenera Pete'a Newella, twórcy Pete Newell Big Man Camp, obozu dla zawodników grających w low-post, funkcjonującego od 1976 do 2008 roku. Jest przyznawana od 2000 roku.

## Zwycięzcy
| *         | Nagrodzeni tytułem Krajowego Akademickiego Koszykarza Roku: im. Naismitha lub John R. Wooden Award |
| Freshman  | Zawodnik pierwszego roku                                                                           |
| Sophomore | Zawodnik drugiego roku                                                                             |
| Junior    | Zawodnik trzeciego roku                                                                            |
| Senior    | Zawodnik ostatniego roku                                                                           |

| Sezon   | Zawodnik        | Uczelnia     | Status    |
| ------- | --------------- | ------------ | --------- |
| 1999–00 | Marcus Fizer    | Iowa State   | Junior    |
| 2000–01 | Jason Collins   | Stanford     | Senior    |
| 2001–02 | Drew Gooden     | Kansas       | Junior    |
| 2002–03 | David West      | Xavier       | Senior    |
| 2003–04 | Emeka Okafor    | Connecticut  | Junior    |
| 2004–05 | Andrew Bogut*   | Utah         | Sophomore |
| 2005–06 | Glen Davis      | LSU          | Sophomore |
| 2006–07 | Greg Oden       | Ohio State   | Freshman  |
| 2007–08 | Michael Beasley | Kansas State | Freshman  |
| 2008–09 | Blake Griffin*  | Oklahoma     | Sophomore |
| 2009–10 | Greg Monroe     | Georgetown   | Sophomore |
| 2010–11 | JaJuan Johnson  | Purdue       | Senior    |
| 2011–12 | Anthony Davis*  | Kentucky     | Freshman  |
| 2012–13 | Mason Plumlee   | Duke         | Senior    |
| 2013–14 | Patric Young    | Floryda      | Senior    |
| 2014–15 | Jahlil Okafor   | Duke         | Freshman  |
| 2015–16 | Jakob Pöltl     | Utah         | Sophomore |
| 2016–17 | Caleb Swanigan  | Purdue       | Sophomore |
| 2017–18 | Marvin Bagley   | Duke         | Freshman  |
| 2018–19 | Ethan Happ      | Wisconsin    | Senior    |
| 2019–20 | Luka Garza      | Iowa         | Junior    |
| 2020–21 | Luka Garza* (2) | Iowa         | Senior    |
| 2021–22 | Oscar Tshiebwe* | Kentucky     | Junior    |
| 2022–23 | Zach Edey*      | Purdue       | Junior    |